# Cromatura

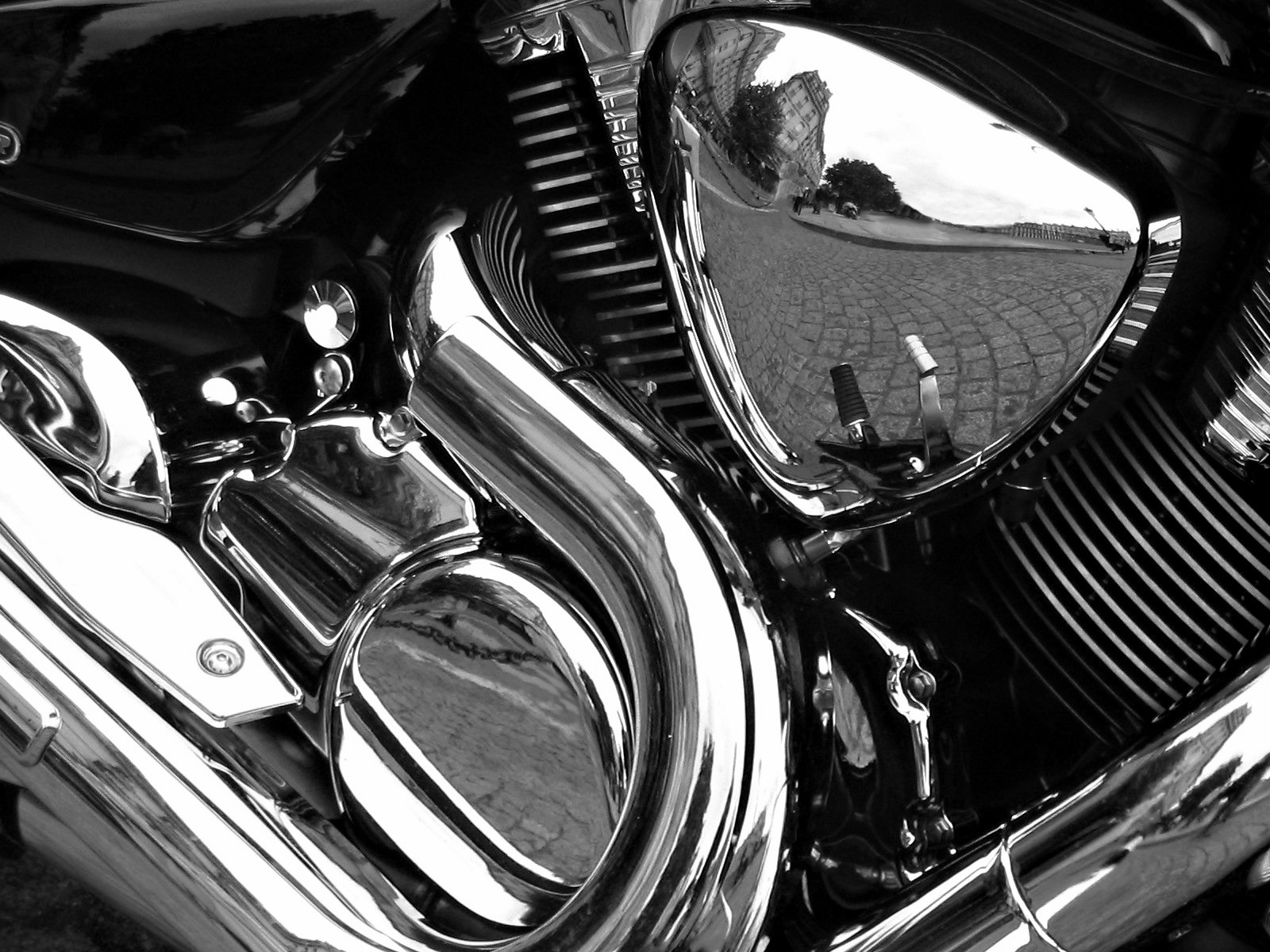
Motociclo con parti cromate (lucide)

La cromatura è un rivestimento di cromo su un manufatto di ferro, acciaio o plastica per motivi funzionali o estetici.

## Procedimento
Esistono due processi di cromatura: 
- Cromatura da bagni di cromo esavalente: la deposizione di cromo per via elettrolitica trova largo impiego sia come cromatura decorativa che cromatura funzionale. L'elettrolita più comunemente impiegato è una soluzione a base di cromo esavalente ma, date le sue caratteristiche di tossicità, si sono sviluppati processi alternativi ecocompatibili a base di cromo trivalente, che consentono di risolvere/ridurre le problematiche igienico-ambientali.

- Cromatura da bagni di cromo trivalente: la deposizione di cromo trivalente, nota anche come tricromo, ad oggi si propone come alternativa valida sostanzialmente per applicazioni di tipo decorativo o per impieghi in cui non siano richiesti spessori di cromo superiori al micron. Il processo si differenzia da quello tradizionale (cromo esavalente)  per la composizione chimica della soluzione e per gli anodi impiegati.

Ci sono sostanzialmente 3 configurazioni di bagni: elettrolita a base di sali al cloruro, elettrolita a base di sali al solfato,  elettrolita misto a base di sali al solfato e cloruri. Si utilizzano anodi insolubili di grafite per evitare il fenomeno di ossidazione del cromo agli anodi.
La cromatura può essere effettuata in vari modi:
- Cromatura a caldo
- Cromatura a freddo
- Procedimento galvanico (Cromatura galvanica), Il processo di Cromatura galvanica è la cromatura tradizionale (in uso nel campo dell'arredamento) che prevede l'immersione del pezzo da cromare in una serie di bagni. In una prima serie di questi il pezzo viene sgrassato e pulito. Tra questi si ricordano i principali: soluzione elettrolitica di preparati soda a base caustica, soluzione elettrolitica di acido solforico (detto anche decapaggio) con relativi bagni di lavaggio, soluzione elettrolitica di sgrassatura anodica. Il bagno principale (dove il pezzo sosta più a lungo) è quello della soluzione elettrolitica di nichel. Nei fatti, prima del riporto di cromo metallo (detto anche Cromo Zero), è importante creare uno strato di nichel che uniformi il più possibile la superficie metallica a livello microscopico. Dopo un ulteriore lavaggio avviene l'immersione nella vasca della soluzione elettrolitica del cromo. Negli ultimi anni, oltre al bagno di cromo esavalente, si usa sempre di più il bagno di cromo trivalente, definito 'ecologico', tutti due i tipi di bagni permette la deposizione sopra al nichel di Cromo metallo in poche parole di Cromo Zero. Esiste poi la cromatura satinata (opaca) per la quale il processo è simile tranne che, dopo la nichelatura, viene eseguita la nichelatura opaca con l'uso di particolari olii; questi creano delle microbolle uniformemente distribuite sulla superficie del pezzo che danno il caratteristico aspetto opaco alla superficie stessa.
- Cromatura a spessore ottenuta tramite processo galvanico, per ridare un determinato spessore ad un oggetto, sempre di ferro o acciaio, consumatosi durante l'utilizzo e rendendolo idoneo al reimpiego, sfruttando le caratteristiche di durezza del cromo, previa rettifica del pezzo stesso.
Questo procedimento è utilizzato ad esempio, negli inserti mobili degli stampi per l'estrusione dell'argilla, nell'industria laterizia, che si consumano per il continuo sfregamento con l'impasto di terra estruso ad alte pressioni.
- Cromatura flash: questa tecnica consente il deposito di piccoli spessori di cromo (3-7 μm), senza la necessità di operazioni successive di rettifica. Il processo richiede correnti molto elevate, ma tempi più ridotti rispetto alla cromatura tradizionale. Questo permette una produttività piuttosto elevata (300-400 pz/ora) e l'utilizzo di vasche molto più contenute (anche 30 l). È utilizzato per la cromatura di piccoli particolari (ad es. valvole di aspirazione/scarico di motori).

## Vantaggi
- Passivazione del substrato, dovuta all'ossidazione del cromo metallico a Ossido di cromo.
- Riduzione della corrosione, esso infatti avendo un potenziale elettrochimico più alto dell'acciaio al carbonio nobilita la superficie rendendola meno vulnerabile agli attacchi di un ambiente aggressivo. La formazione dell'ossido superficiale accentua la protezione.
- Indurimento superficiale del materiale il cromo essendo un metallo molto duro viene usato su elementi che devono resistere a forti usure, come le forcelle, inoltre questo fino agli anni '50 è stato usato per rivestire i cilindri in alluminio dei motori, ma poi è stato sostituito da Ni-Kasil perché risultò ancora migliore e perché non tende a sfogliarsi quando si usura.
- Quando un rivestimento in cromo esavalente viene danneggiato, gli atomi di cromo migrano autonomamente nell'area danneggiata, per questo lo si può definire Smart Coating.[1]

## Svantaggi
- In caso di rotture o porosità del film protettivo, il metallo sottostante si corrode in maniera localizzata e molto intensa (si ricordi, per esempio, la degradazione di molte parti metalliche cromate nelle automobili con qualche decennio di vita). Resta fondamentale, di conseguenza, un adeguato spessore della cromatura, il cui valore minimo dipende dal metallo da proteggere, dalle condizioni ambientali e da fattori economici.
- Insorgere di tensioni residue di trazione sulla superficie del materiale base, ciò può portare a degradare le qualità meccaniche del materiale nella vita a fatica o peggio ancora la possibilità di innescare fenomeni auto-esaltanti di corrosione e fatica.